# Gunma Crane Thunders
Il Gunma Crane Thunders (群馬クレインサンダーズ) è una società cestistica avente sede a Ōta, in Giappone. Fondata nel 2011, gioca in B.League.

## Storia
Il Gunma Crane Thunders è una squadra di pallacanestro giapponese fondata a Ōta nel 2011. Ha partecipato in Bj league dal 2012 al 2016. Attualmente gioca in B1 League, la massima serie del campionato giapponese di pallacanestro.

## Palmarès
- B2 League: 1

2020-21